# Nicolas-Louis Crousse
Nicolas-Louis Crousse est un homme politique français né le 29 octobre 1747 à Dieuze (duché de Lorraine) et décédé le 10 novembre 1794 à Lagarde (alors en Meurthe).

## Biographie
Cultivateur, il est administrateur du département et député de la Meurthe de 1791 à 1792.